# شچپانوو (شهرستان کامیننا گورا)
شچپانوو (به لهستانی:  Szczepanów) یک روستا در لهستان است که در گمینا لوباوکا واقع شده‌است.